# 大同市第二中学
大同市第二中学校，简称大同二中，是一所由山西省大同市教育局管辖的完全中学，始建于1946年。1980年被山西省教育厅确定为首批省重点中学。2009年被命名为山西省示范高中

## 校史
大同市第二中学的前身是1946年由大同天主教会筹资创办的的私立育英中学，最初的校址位于大同城和阳街南1931年天主教会大同教区购进的三元宫内，只招收一个一年级插班生班。
1947年，省教育厅批准备案。天主教会中国籍神父许德任校长，比利时籍神父邓惠普任学监。学校的课程除其他普通中学的课程之外，还有必修课《圣经》，学生还需每日早晨在教堂参加祈祷。1948年第一届初中生毕业。1949年暑期后开办高中（首期招收的学生中，含女生78名）。
1950年3月12日，被大同市人民政府接管，并更名为“察哈尔省大同中学分校”，卢学礼为分校主任。学校原有的高中生分流到大同中学和大同师范，一部分学生走上工作岗位。时全校只有3个教学班，13名教职工和118名在校生。
1952年6月2日，学校更名为“察哈尔省大同第二中学校”。期间学校购置邻院民房9处，校舍有所扩大。年底，学校改称“山西省大同第二中学校”。年底，教学班增加到12个。经过在四川、南京等地的招聘，教职工增加到46人。同年，学校在东仓空地开辟运动场。
1953年，学校在初中17班招收女生数人（此前只招生男生）。
1954年，学校在东仓投资兴建新校舍，并于1955年迁入。1956年至1957年，东仓校区进一步扩建。
1956年重新开始招收高中班。

## 学校荣誉
- 全国现代教育技术示范学校
- 全国课改先进集体
- 山西省重点中学（首批，1980）
- 山西省示范中学
- 山西省文明学校
- 山西省德育示范学校
- 山西省高中课改先进集体
- 山西省电化教育先进单位
- 大同市高中教学成绩优秀单位
- 大同市初中教学成绩优秀单位
- 大同市市级文明单位